# Casiornis rufus

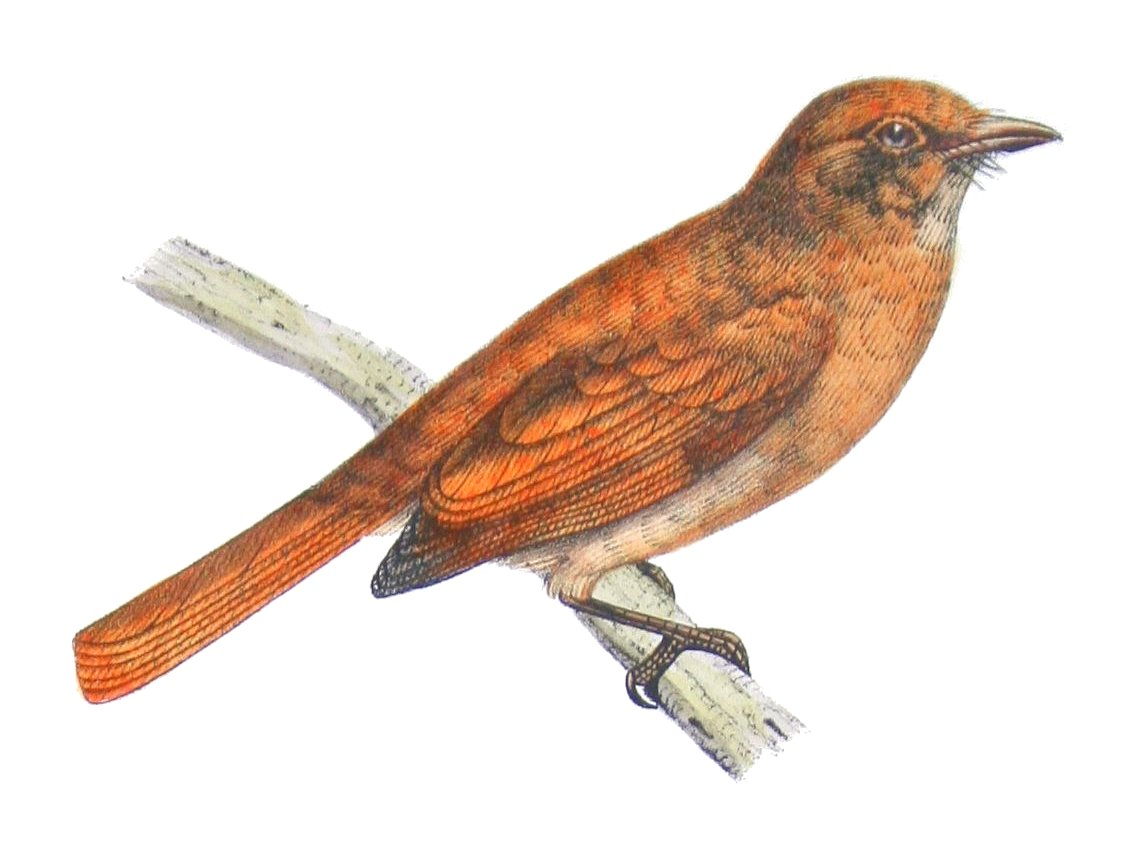
Casiornis rufus Castelnau, 1856

Caça-moscas-laranja-meridional ou maria-ferrugem (nome científico: Casiornis rufus) é uma espécie de ave da família Tyrannidae.
Pode ser encontrada nos seguintes países: Argentina, Bolívia, Brasil, Paraguai, Peru e Uruguai.
Os seus habitats naturais são: florestas secas tropicais ou subtropicais e florestas subtropicais ou tropicais húmidas de baixa altitude.